# Rivoluzioni del 1989
Le rivoluzioni del 1989, a volte chiamate l'autunno delle nazioni, furono un'ondata rivoluzionaria avvenuta nell'Europa centrale e orientale nell'autunno del 1989, quando diversi regimi socialisti furono rovesciati nel giro di pochi mesi per far nascere governi formati da rappresentanti democraticamente eletti. Il nome dato a questo evento ricorda quello delle rivoluzioni del 1848, conosciute come la primavera delle nazioni. L'autunno delle nazioni iniziò in Polonia e si espanse oltre i suoi confini, perlopiù in maniera pacifica, nella Germania Est, Cecoslovacchia, Ungheria, Bulgaria. I Paesi baltici: Estonia, Lituania, Lettonia, al tempo ancora sotto occupazione dell'Unione Sovietica, guadagnarono l'indipendenza nazionale, mentre la Romania fu l'unica nazione del blocco orientale che rovesciò il regime in maniera violenta giustiziando il capo di Stato. Questo evento alterò drasticamente la bilancia dei poteri mondiali, segnando, insieme al collasso dell'Unione Sovietica, la fine della guerra fredda e l'inizio dell'era post-guerra fredda.

## Il "nuovo pensiero"

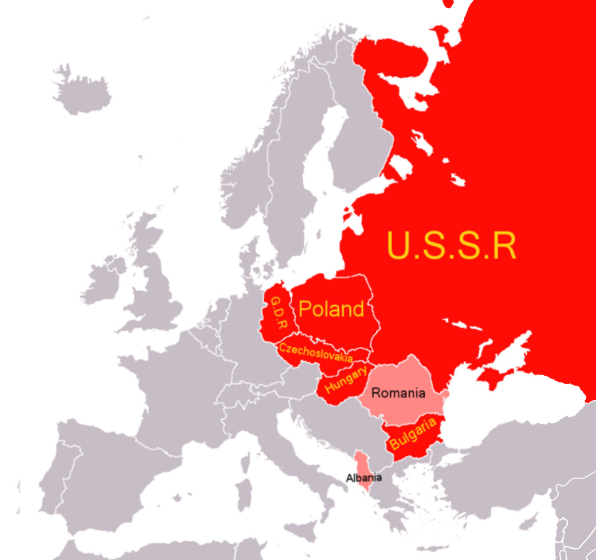
Il blocco orientale

Anche se diversi Stati del blocco sovietico avevano sperimentato deboli riforme economiche dagli anni settanta, l'avvento del riformista Michail Gorbačëv alla guida dell'Unione Sovietica nel 1985 segnò il percorso irreversibile verso la grande liberalizzazione. Verso la metà degli anni ottanta si instaurò una nuova generazione di dirigenti dell'URSS che propose riforme di modernizzazione per uscire dal periodo di stagnazione di Brežnev. L'Unione Sovietica stava affrontando un periodo di grave declino economico e aveva bisogno della tecnologia occidentale e di fondi per far fronte all'arretratezza del Paese. Il costo del mantenimento del cosiddetto "impero sovietico", delle milizie e del KGB stavano rapidamente prosciugando l'economia sovietica già in crisi.
I primi segnali di grandi riforme giunsero nel 1986, quando Gorbačëv inaugurò la politica di glasnost' (trasparenza) nell'Unione Sovietica, e sottolineò il bisogno di una riforma economica, la perestrojka (ristrutturazione). Dalla primavera del 1989, l'URSS sperimentò per la prima volta il dibattito mediatico e tenne per la prima volta elezioni multipartitiche. Il "nuovo pensiero" di Mosca inevitabilmente si rifletté anche nell'Europa orientale: l'URSS, che fino a quel momento aveva soppresso con la forza qualunque dissenso negli Stati satelliti, iniziò a tollerare e anche ad incoraggiare le riforme in questi Paesi.
La visita di Gorbačëv alla Cina il 15 maggio, durante la prima rivoluzione del 1989, la protesta di piazza Tienanmen, portò molti giornalisti a Pechino, ed i loro ritratti dei dimostranti aiutarono a galvanizzare lo spirito di liberazione tra i popoli dell'Europa dell'Est che stavano guardando. La leadership cinese, in particolare il segretario generale del Partito Comunista Cinese Zhao Ziyang, essendo giunta prima dei sovietici a riformare l'economia, era aperta a riforme politiche, ma non al costo di un potenziale ritorno al disordine della Rivoluzione culturale, od addirittura all'avvio di un processo di democratizzazione.

## Da est a ovest
Il maggiore ostacolo di Mosca a migliorare le relazioni con le potenze occidentali rimase la cortina di ferro che esisteva tra l'est e l'ovest. Finché l'Unione Sovietica continuò ad usare la forza per rafforzare la sua influenza sull'Europa dell'Est, sembrò improbabile che Mosca potesse ottenere il supporto occidentale necessario per le riforme. Gorbačëv spinse i suoi omologhi dell'Europa orientale ad imitare perestrojka e glasnost'; tuttavia, anche se i riformisti di Ungheria e Polonia erano rafforzati dalla forza di liberalizzazione che si estendeva da est ad ovest, gli altri Stati del blocco orientale rimasero apertamente scettici e dimostrarono una generale avversione per le riforme. L'esperienza passata aveva dimostrato che, anche se le riforme nell'URSS erano possibili, la pressione di cambiamento nell'Europa orientale poteva divenire incontrollabile: i regimi mantennero le loro idee e continuarono il loro autoritarismo nel vecchio stile sovietico, supportato dalla forza militare dell'URSS e dagli aiuti economici. Credendo che le riforme di Gorbačëv avrebbero avuto vita breve, i governanti comunisti ortodossi, come Erich Honecker nella Germania Est, Todor Živkov in Bulgaria, Nicolae Ceaușescu in Romania e Gustáv Husák in Cecoslovacchia, ignorarono le richieste moscovite di cambiamento.

## Riforme in Polonia e Ungheria

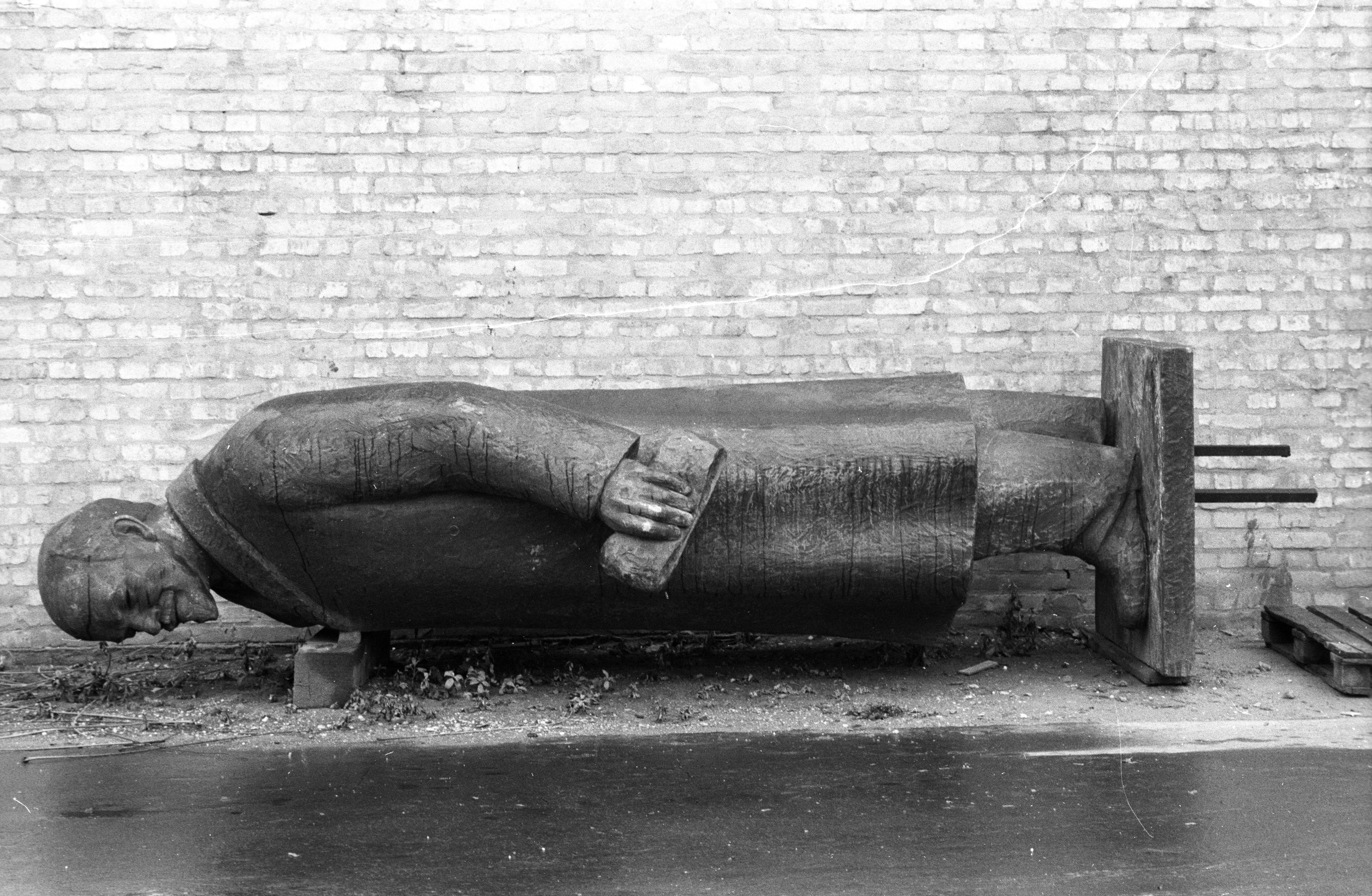
Statua di Lenin rimossa in Ungheria dopo gli eventi del 1989

Nel 1989 l'Unione Sovietica aveva abbandonato la dottrina Brežnev in favore di un non-interventismo negli affari interni dei suoi alleati del Patto di Varsavia. La Polonia, seguita poco tempo dopo dall'Ungheria, divenne il primo paese del Patto di Varsavia a rompere i legami con la dominazione sovietica.
Le manifestazioni operaie in Polonia negli anni ottanta avevano portato alla formazione di un sindacato indipendente, Solidarność, guidato da Lech Wałęsa, che in poco tempo divenne una forza politica. Il 13 dicembre 1981 il leader comunista Wojciech Jaruzelski, temendo un intervento sovietico, decise di abbattere Solidarność, dichiarando la legge marziale in Polonia, sospendendo l'unione e imprigionando temporaneamente la maggior parte dei suoi capi. Verso la metà degli anni '80, Solidarność rimase la sola organizzazione supportata dalla Chiesa cattolica e dalla CIA e, verso la fine del decennio, divenne sufficientemente forte da impedire i tentativi di Jaruzelski di riforma: gli scioperi nazionali del 1988 obbligarono il governo ad aprire un dialogo con Solidarność.
Nell'aprile 1989 Solidarność venne nuovamente legalizzata e autorizzata a partecipare alle elezioni parlamentari del 4 giugno seguente (il giorno successivo alla repressione delle proteste studentesche in piazza Tienanmen a Pechino). La vittoria di Solidarność superò tutte le previsioni: i suoi candidati conquistarono tutti i seggi possibili alla Camera e 99 seggi su 100 al Senato.
Molti importanti candidati comunisti non ottennero nemmeno il numero minimo di voti per accedere ai seggi a loro riservati: un nuovo governo, non comunista, il primo nell'Europa orientale, si insediò nel settembre 1989.
Seguendo la spinta della Polonia, anche l'Ungheria era vicina all'indipendenza. Sebbene fossero state raggiunte riforme economiche e liberalizzazioni politiche durante gli anni ottanta, le principali riforme avvennero solo a seguito della sostituzione di János Kádár come Segretario generale del Partito comunista nel 1988. Quello stesso anno, il Parlamento adottò un "pacchetto democratico", che includeva il pluralismo nei commerci, libertà di associazione, assemblea e stampa, una nuova legge elettorale e una radicale revisione della Costituzione, insieme ad altre novità.
Nell'ottobre 1989 il Partito Socialista Operaio Ungherese si riunì nell'ultimo congresso e si ridefinì come Partito Socialista Ungherese. In una storica seduta dal 16 ottobre al 20 ottobre, il Parlamento adottò una legislazione che prevedeva elezioni parlamentari multipartitiche e l'elezione presidenziale diretta. Questa legislazione trasformò l'Ungheria da Repubblica popolare in Repubblica di Ungheria, garantendo diritti civili e umani e creando una struttura istituzionale che assicurava la separazione dei poteri giudiziario, esecutivo e legislativo. Miklós Németh divenne primo ministro e pochi mesi dopo permise ai cittadini della Germania est di attraversare il confine fra i due stati.

## Lo smantellamento della Cortina di ferro da parte dell'Ungheria e la caduta del Muro di Berlino

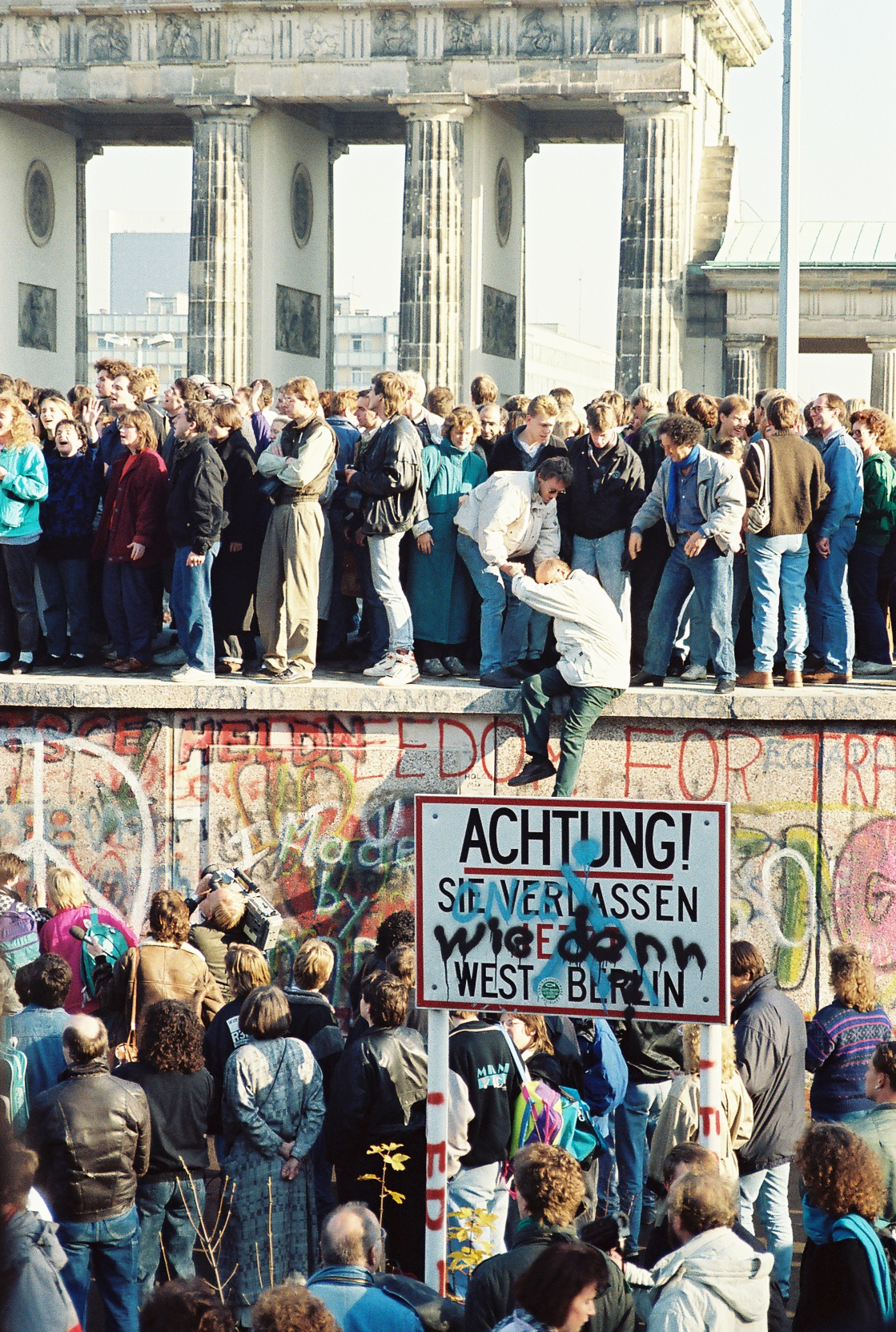
Il Muro di Berlino mezzo distrutto

Dopo che il governo riformista dell'Ungheria aprì le frontiere (23 agosto 1989), un gran numero di tedeschi dell'est iniziò (l'11 settembre 1989) a emigrare verso la Germania Ovest attraverso il confine ungherese con l'Austria. Alla fine del settembre 1989, più di 30 000 tedeschi dell'est erano passati ad ovest. Migliaia di tedeschi cercarono di raggiungere l'Ovest con manifestazioni davanti alle sedi diplomatiche della Germania Ovest in altre capitali dell'Europa orientale. L'esodo di massa generò richieste di cambiamento all'interno della Germania Est e le dimostrazioni di massa che si formavano nelle città - in particolare a Lipsia - continuarono a crescere.
Il 6 e il 7 ottobre Michail Gorbačëv visitò la Germania Est per celebrare il 40º anniversario della RDT e fece pressioni sulla leadership tedesca perché accettasse le riforme. Comunque, l'ultimo rimasto contrario a cambiamenti era Erich Honecker, che vietò la circolazione di pubblicazioni sovietiche, considerate come sovversive.
Dovendo affrontare le continue rivolte civili, il partito di governo, cioè il Partito Socialista Unificato di Germania (SED), depose Honecker a metà ottobre e lo sostituì con Egon Krenz. Incapace di fermare la continua fuga di rifugiati verso ovest attraverso l'Ungheria, la Cecoslovacchia e la Polonia, la Germania Est autorizzò i propri cittadini ad entrare a Berlino Ovest e nella Germania Ovest attraverso tutti i confini esistenti il 9 novembre. Centinaia di migliaia di persone usufruirono della possibilità: furono anche aperti nuovi punti di passaggio attraverso il Muro di Berlino e lungo il confine con la Germania Ovest. L'apertura del Muro si rivelò fatale per la RDT: nel mese di dicembre Krenz fu sostituito e il monopolio del SED era di fatto finito. Tutto ciò portò all'accelerazione del processo di riforma nella Germania Est, che finì con la riunificazione tedesca delle Germanie, sancita il 3 ottobre 1990.
La volontà del Cremlino di abbandonare il controllo su suoi paesi satelliti segnò una drammatica riduzione del superpotere sovietico ed una caduta nelle relazioni internazionali, che fino al 1989 erano state dominate dalla divisione est-ovest, marcata ancora di più nella città di Berlino.

## La rivoluzione di velluto in Cecoslovacchia
Seguendo la scia degli avvenimenti della vicina Germania Est e l'assenza di ogni reazione sovietica la Cecoslovacchia (all'epoca Repubblica Socialista Cecoslovacca) si riversò nelle strade per chiedere elezioni libere. Il 17 novembre 1989 una manifestazione pacifica studentesca a Praga fu caricata dalla polizia antisommossa; questa reazione causò una serie di manifestazioni pubbliche dal 19 novembre fino a dicembre, e uno sciopero generale di due ore il 27 novembre. Dal 20 novembre si radunò a Praga un gran numero di protestanti pacifici, che raggiunsero la cifra di 500 000 persone riunite.
Insieme alla caduta degli altri regimi comunisti e con la crescita delle manifestazioni di piazza, il Partito Comunista di Cecoslovacchia annunciò il 28 novembre che avrebbe rinunciato al monopolio sul potere politico. Fu rimosso il filo spinato al confine con la Germania Ovest e l'Austria nel mese di dicembre. Una targa visibile a Praga riassume gli avvenimenti in poche parole: "Polonia - 10 anni; Ungheria - 10 mesi; Germania Est - 10 settimane; Cecoslovacchia - 10 giorni" ("Romania - 10 ore" fu aggiunto dopo la rivoluzione romena).
Il 10 dicembre il leader comunista Gustáv Husák nominò il primo governo non comunista in Cecoslovacchia dal 1948 e si dimise. Alexander Dubček fu eletto presidente del Parlamento federale il 28 dicembre e Václav Havel divenne capo di Stato il 29 dicembre.

## Rivolte nell'Europa sudorientale
Il 10 novembre 1989, il giorno dopo la caduta del muro di Berlino, il leader della Bulgaria Todor Živkov fu rigettato dal suo Politburo. Mosca in apparenza approvò il cambiamento alla dirigenza, nonostante la reputazione di Živkov di alleato sovietico. L'abbandono di Živkov non soddisfece comunque il crescente movimento a favore della democrazia: la folla si riunì a Sofia per chiedere più riforme e democratizzazione. Il Partito Comunista Bulgaro allora rinunciò al potere nel febbraio 1990 e nel giugno 1990 si tennero le prime elezioni libere in Bulgaria dal 1931. Živkov subì un processo nel 1991, ma scampò alla fine violenta del suo omologo della Romania, Nicolae Ceaușescu.

## La rivoluzione romena
Diversamente dagli altri Stati dell'Europa orientale, la Repubblica Socialista di Romania, al pari della Bulgaria, non aveva mai sperimentato il processo di de-stalinizzazione. Nel novembre 1989, Nicolae Ceaușescu, all'età di 71 anni, fu rieletto per altri 5 anni come leader del Partito Comunista Romeno, segnale del fatto che intendeva abbattere le rivolte anti-comuniste che serpeggiavano negli altri paesi vicini. Mentre Ceaușescu si preparava a una visita di stato in Iran, la sua sicurezza ordinò l'arresto e l'esilio di un parroco ungherese calvinista, László Tőkés, per avere fatto sermoni contro il regime. Tőkés fu arrestato, ma riuscì ad evadere poco dopo. Dopo aver ascoltato la cronaca del fatto dalle radio occidentali, gli anni di insoddisfazione repressa vennero a galla e nella popolazione romena scoppiò la rivolta.
Ritornando dall'Iran, Ceaușescu ordinò che la rivolta fosse soppressa fuori dai quartieri generali del Partito Comunista a Bucarest. Dapprima le forze di sicurezza obbedirono ai suoi ordini sparando anche sulla folla, ma la mattina del 22 dicembre le forze armate romene cambiarono tattica: l'esercito iniziò a muoversi contro il Comitato Centrale, cercando di catturare Ceaușescu e la moglie, Elena, che però riuscirono a scappare in elicottero.
Nonostante la soddisfazione che seguì alla partenza dei Ceaușescu, la loro sorte rimase incerta. Il giorno di Natale la televisione romena mostrò il dittatore e la moglie che affrontavano un processo sommario, seguito dall'esecuzione. Un Consiglio per la Salvezza Nazionale provvisorio colmò il vuoto di potere e annunciò le elezioni per il maggio 1990.

## Conseguenze delle rivolte
Verso la fine del 1989, le rivolte erano scoppiate in tutti gli Stati, rivoltando i regimi imposti dopo la seconda guerra mondiale. Anche il regime isolazionista dell'Albania dovette sostenere l'impatto delle rivolte popolari. L'abrogazione della dottrina Brežnev da parte di Michail Gorbačëv fu forse il fattore che più di tutti sollevò le popolazioni: una volta divenuto evidente che l'Armata Rossa non sarebbe intervenuta per sedare il dissenso, i regimi dell'Europa dell'Est furono lasciati nella loro vulnerabilità ad affrontare il popolo che si opponeva al sistema mono-partitico. Alcuni hanno sostenuto che, nel momento in cui l'Unione Sovietica stava declinando economicamente e aveva bisogno del supporto dell'Occidente, l'Europa dell'Est stava iniziando a risollevarsi.
È inoltre improbabile che Gorbačëv abbia mai pensato di smantellare completamente il comunismo e il Patto di Varsavia; è piuttosto più probabile che intendesse solo fornire il supporto per uno sviluppo della perestrojka e della glasnost' in tutti i Paesi della sua area di influenza. In generale, la caduta del comunismo si svolge in due eventi tra i quali vi è una fase intermedia: il primo evento è l'indizione di libere elezioni da parte di chi si trova al potere (ovvero il partito comunista); l'evento col quale si può considerare conclusa la fase di transizione è la promulgazione (da parte del nuovo parlamento eletto) di leggi che permettono la libertà di proprietà e la libertà di iniziativa economica; nella fase intermedia il sistema socioeconomico rimane quello precedente e quindi non vi è una differenza, anche in termini di continuità dei ceti dirigenti.
Nei vari paesi dell'est queste fasi si sono svolte in tempi molto diversi: più rapide in quelli più sviluppati (Ungheria, Cecoslovacchia), più lente in quelli meno sviluppati (Romania, Bulgaria), tanto che per questi ultimi, a tutti gli effetti, si può dire che il sistema comunista si sia esaurito solamente anni dopo le rivoluzioni del 1989 (in particolare in Romania, dove addirittura ex comunisti rimasero al potere), anziché mesi.

### Fine della guerra fredda

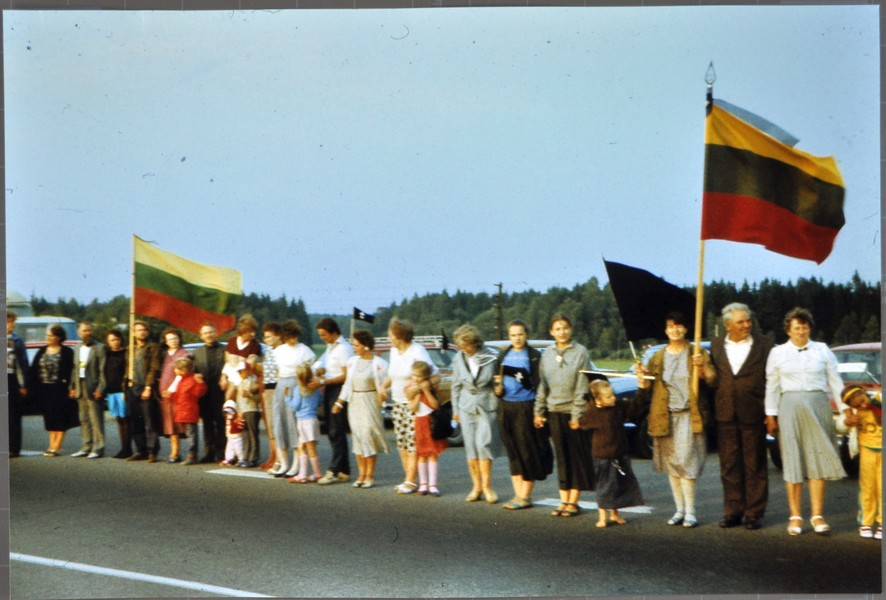
La Catena baltica, formata da circa due milioni di dimostranti

Il 3 dicembre 1989 i leader delle due superpotenze mondiali dichiararono la fine della guerra fredda ad un summit a Malta. Nel luglio 1990 fu rimosso l'ultimo ostacolo alla riunificazione tedesca, quando il cancelliere della Germania Ovest Helmut Kohl convinse Gorbačëv a rinunciare alle obiezioni di una Germania riunificata all'interno della NATO.
Il 1º luglio 1991 il Patto di Varsavia si sciolse ufficialmente durante una riunione a Praga. Nello stesso mese, Gorbačëv e il Presidente statunitense George H. W. Bush dichiararono un'amicizia strategica americano-sovietica, segnando definitivamente la fine della guerra fredda.

Il Presidente Bush dichiarò che la cooperazione statunitense-sovietica durante la guerra del Golfo nel 1990-1991 aveva gettato le fondamenta per un punto d'incontro per risolvere i problemi mondiali.
Il 28 giugno 1991 viene dichiarato sciolto il Comecon ed il 1º luglio il Patto di Varsavia; questi due eventi sanciscono quantomeno simbolicamente la fine dell'influenza della Russia sovietica nell'Europa orientale.

### Caduta dell'Unione Sovietica

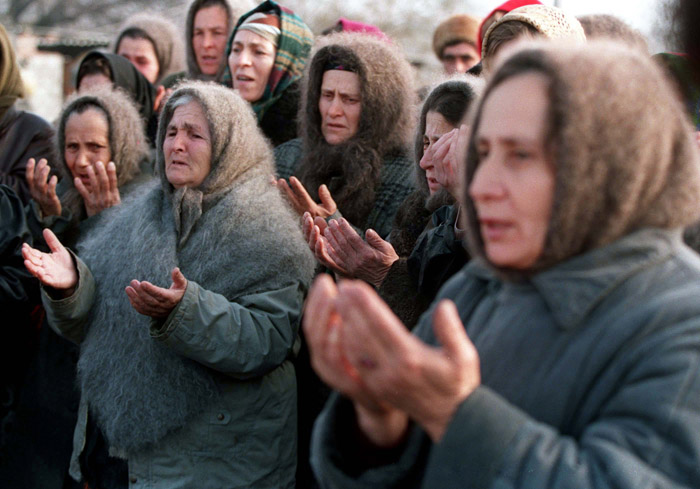
Donne cecene pregano le truppe russe di non avanzare verso la capitale Groznyj, dicembre 1994

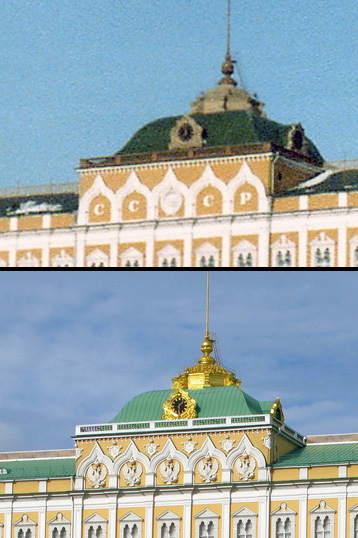
Durante la de-comunizzazione, le aquile dello stemma della Russia sostituirono l'emblema dell'URSS e le lettere che compongono il СССР raffigurate sulla facciata del Gran Palazzo del Cremlino

Mentre l'URSS ritirava rapidamente le sue forze dall'Europa orientale, le conseguenze delle rivolte popolari del 1989 riverberarono anche all'interno dell'Unione Sovietica stessa. Si verificarono agitazioni nei Paesi baltici, per l'auto-determinazione che portarono, con la fine dell'occupazione sovietica, prima la Lituania, poi l'Estonia, con la sua Rivoluzione cantata e infine la Lettonia a restaurare la loro indipendenza, perduta nel 1944 con l'occupazione sovietica. Ci furono scontenti anche in altre repubbliche sovietiche come nella RSS Georgiana e nella RSS dell'Azerbaigian, che furono sedate con promesse di grandi decentralizzazioni. Si verificarono anche elezioni più aperte, che portarono all'elezione di candidati che si opponevano al regime del Partito Comunista.
La glasnost' aveva risvegliato i sentimenti nazionali a lungo soppressi di tutti i popoli all'interno dei confini dello stato multinazionale sovietico: questi movimenti nazionali furono in seguito rafforzati dall'economia sovietica in declino. Le riforme di Gorbačëv erano fallite nel migliorare l'economia, e la vecchia classe dirigente sovietica si stava completamente spaccando. Una dopo l'altra, le repubbliche costituenti crearono i loro sistemi economici e votarono per subordinare le leggi sovietiche a quelle locali.
Nel tentativo di fermare i rapidi cambiamenti del sistema, un gruppo di conservatori sovietici, guidati dal vicepresidente Gennadij Janaev attuarono il colpo di Stato del 1991 a Mosca, rovesciando Michail Gorbačëv nel mese di agosto. Il presidente russo Boris El'cin guidò l'esercito e la popolazione contro il colpo di Stato, che dovette soccombere; anche con la sua autorità confermata, Gorbačëv aveva tuttavia perso irrimediabilmente il vecchio potere.
Nel mese di settembre fu riconosciuto il restauro dell'indipendenza ai Paesi baltici. Il 1º dicembre l'Ucraina si staccò dall'URSS con un referendum. Il 25 dicembre la bandiera rossa che aveva sventolato per 74 anni sul Cremlino venne ammainata e venne issato il tricolore nazionale russo. Infine, il 26 dicembre 1991 l'Unione Sovietica fu definitivamente sciolta: finì così il più grande e il più influente regime comunista del mondo.

### Conflitti post-sovietici
- Prima guerra in Ossezia del Sud (1991 - 1992)
- Guerra georgiano-abcasa (1991 - 1993)
- Guerra civile georgiana (1991 - 1993)
- Guerra di Transnistria (1992)
- Prima guerra del Nagorno Karabakh (1992 - 1994)
- Guerra civile tagica (1992 - 1997)
- Prima guerra cecena (1994 - 1996)
- Seconda guerra cecena (1999 - 2009)
- Seconda guerra in Ossezia del Sud (2008)